# Стефан Мариновић
Стефан Мариновић, такође познат и као Стефан Скадранин, био је српски штампар из Скадра, који је живео у 16. веку, а радио као штампар у периоду од 1561—1563. године. Мариновић је своје књиге прво штампао у Вуковићевој штампарији у Венецији, а затим у родном граду, којим се поносио и због тога и постао познат као Стефан Скадранин.

## Рад
Мариновић је прво радио у штампарији Вицка Вуковића, где је радио на штампи књиге Посни Триод. Вуковић је своју штампарију изнајмљивао другим штампарима који су, као и Маринковић у својој првој књизи били у обавези да штампају његово име на корицама књиге. Мариновић је у штампарији радио заједно са другим српским штампарима као што су јеромонах Пахомије, јерођакон Мосије, свештеници Генадије и Теодосије и Јаков Крајков.
Након што је стекао искуство, Мариновић је 1563. године изградио своју штампарију у Скадру, где је одштампао другу књигу, која је била слично штампана као прва у Венецији, али јој је графика била лоше одрађена. Штампана је на папиру и имала је 224 странице.
Мариновић је у своју штампарију у Скадру довео искусног штампара Камила Занетија, са којим је завршио књигу Триод, исписајући њен последњи део, Цветни триод. Пошто је Мариновић користио сличну типографију као Вићенцо Вуковић, неки штампари сматрају да постоји могућност да је последњу књигу ипак штампао у Венецији, а не у Скадру. Други штампари сматрају да је користио сличну типографију као Вуковић, јер му се свидело, а наредио да се слична направи и за књигу штампану у Скадру.
Мариновић је био трећи по реду штампар ћириличних књига у Венецији.